# KRT83
KRT83‏ (Keratin 83) هوَ بروتين يُشَفر بواسطة جين KRT83 في الإنسان.